# Ryokan

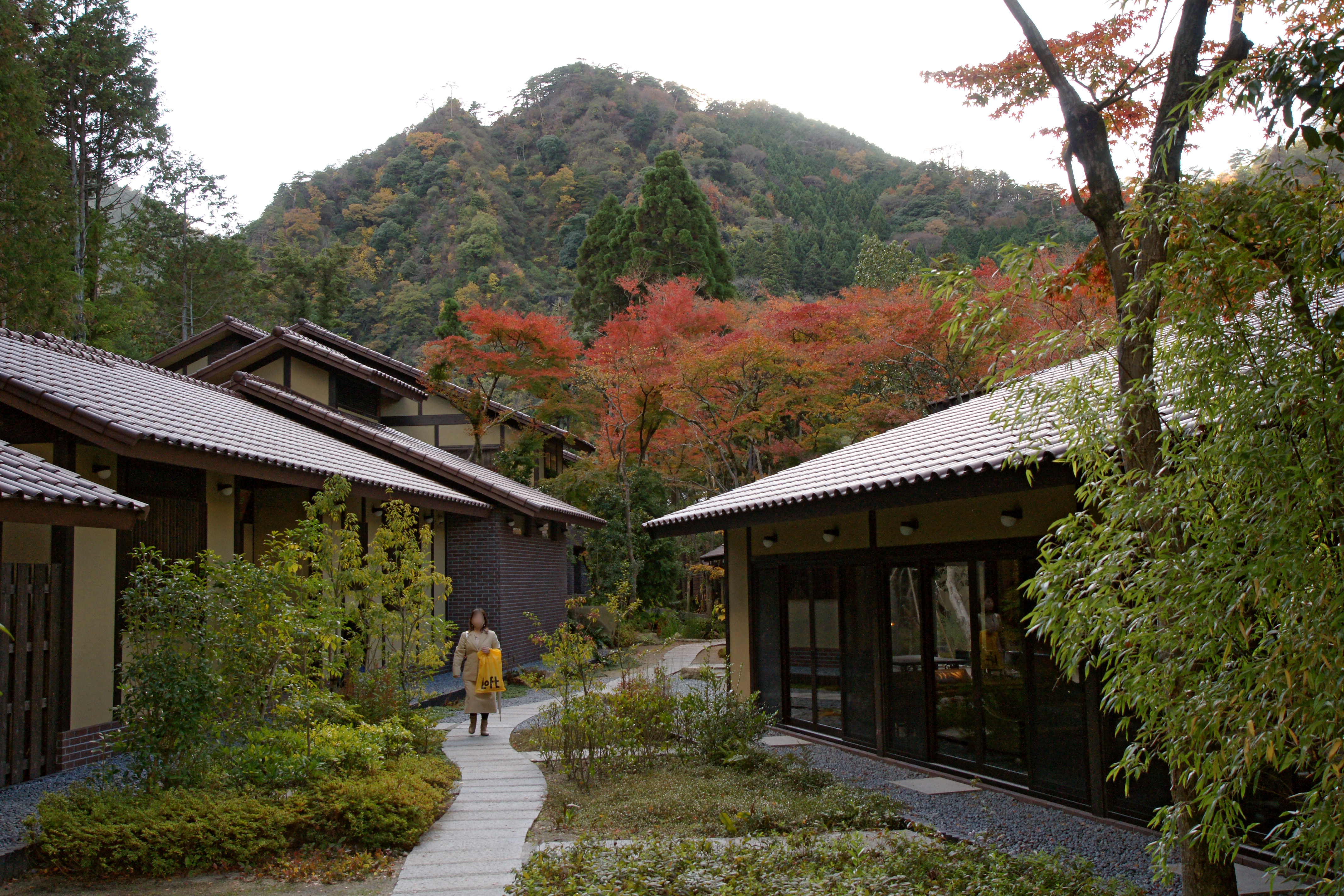
Der Ryokan in der Arima Onsen, Kōbe

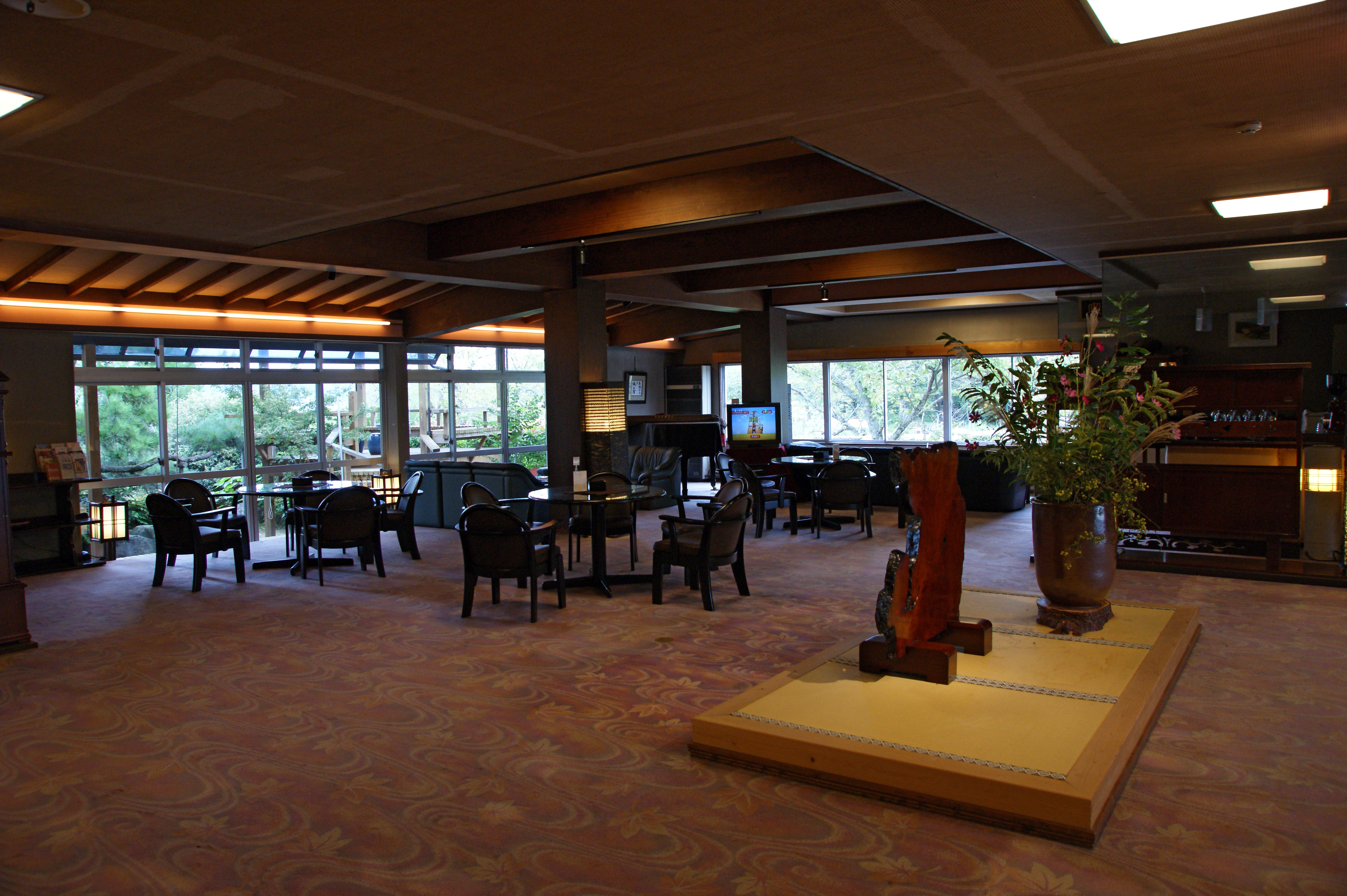
Das Foyer eines Ryokan

Ein Ryokan (jap. 旅館, wörtlich: Reisegasthaus) ist ein traditionell eingerichtetes japanisches Hotel.

## Preise und Nutzung
Bei Ryokans, die auf Tourismus ausgelegt sind, sind Frühstück und Abendessen normalerweise im Preis enthalten. Bei zu kurzfristiger Buchung ist es jedoch unter Umständen nur möglich, eine Übernachtung ohne Mahlzeiten (素泊まり sudomari) zu bekommen. Die Preise liegen in der Regel zwischen 8.000 Yen und 20.000 Yen (etwa 47 bis 118 Euro, Stand Juni 2024) pro Nacht und Person, eine Übernachtung ohne Mahlzeiten kostet ab 4.000 Yen pro Nacht und Person. Normalerweise gibt es keine Einzelzimmer; da auf Futons geschlafen wird, ist die Belegung der Zimmer jedoch flexibel. Es gibt auch Ryokans, die vorwiegend von Handwerkern und Geschäftsreisenden genutzt werden und bei niedrigeren Preisen auch weniger Service bieten.

## Steuer und Trinkgeld
Auf die Rechnung des Hotelaufenthalts entfallen ein „Mehrwertsteuersatz“ von acht Prozent (消費税 shōhi-zei, englisch consumption tax). Die achtprozentige „Konsumsteuer“ gilt für die Besteuerung von Zimmer, Übernachtung und andere Dienstleistungen des Ryokans. Daneben kommt eine sogenannte „Badesteuer“ (入湯税 nyūtō-zei, englisch bath tax) für das Gemeinschaftsbad zur Rechnung hinzu. Die Badesteuer ist eine Art „Kursteuer“ von 150 Yen (etwa 90 Euro-Cent, Stand Juni 2024) pro Person pro Nacht. Jeder Gast eines Ryokans muss die „Badesteuer“ zahlen ungeachtet dessen, ob tatsächlich eine Nutzung des Gemeinschaftsbads (Onsen) stattfand. Trinkgelder (サービス料 sābisu-ryō, englisch service charges) im Ryokan sind unüblich – beispielsweise für das Zimmermädchen –, da im Dienstleistungsentgelt ein Bedienungszuschlag – Trinkgeld – für das Dienstpersonal des Hotels bereits enthalten ist. Die Gesamtrechnung eines Ryokanaufenthalts besteht aus der Rechnung des Hotelaufenthalts zuzüglich acht Prozent „Mehrwertsteuer“ und zuzüglich „Badesteuer“ pro Person pro Nacht.

## Ausstattung

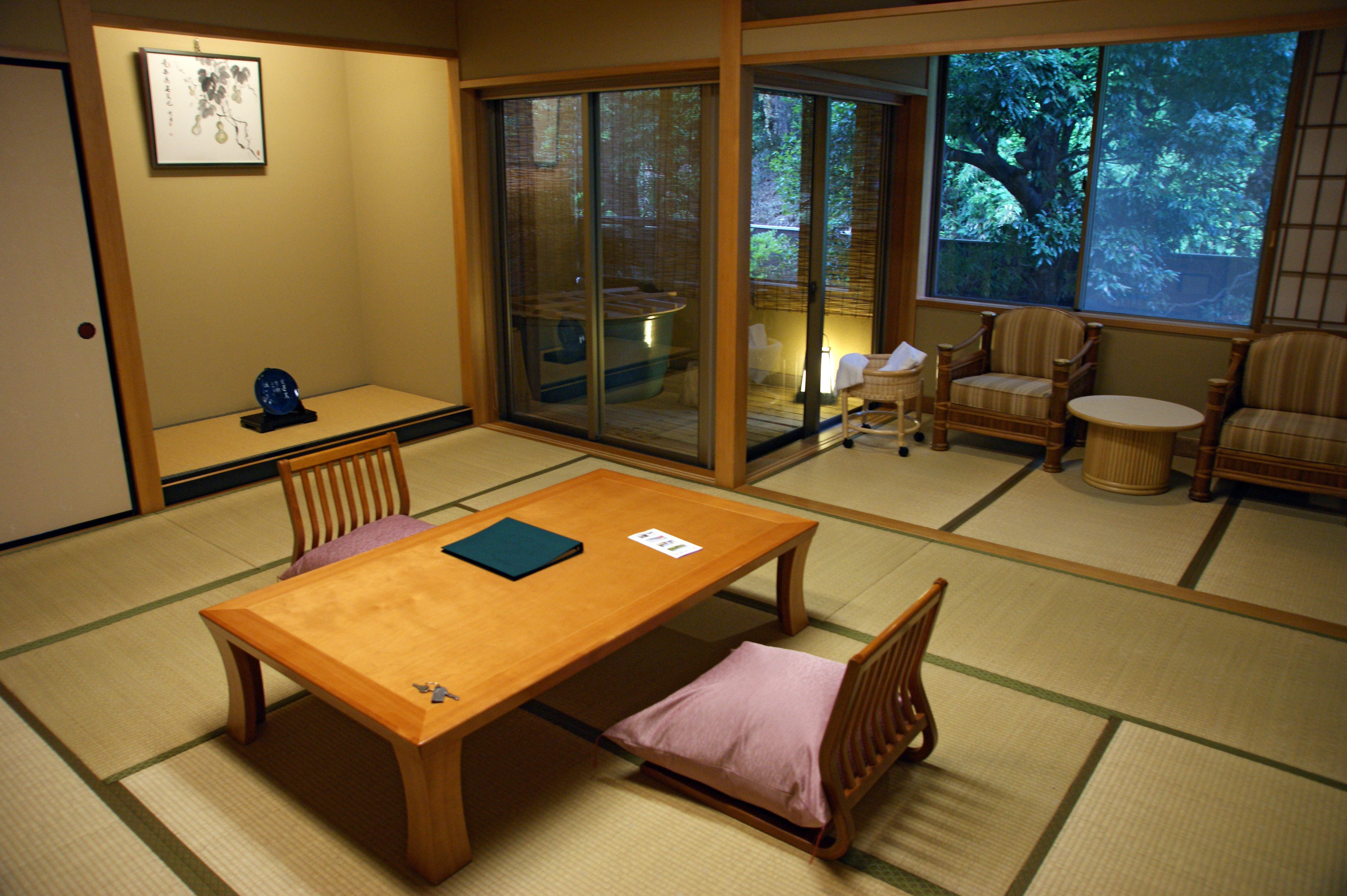
Sicht in einen Hauptraum

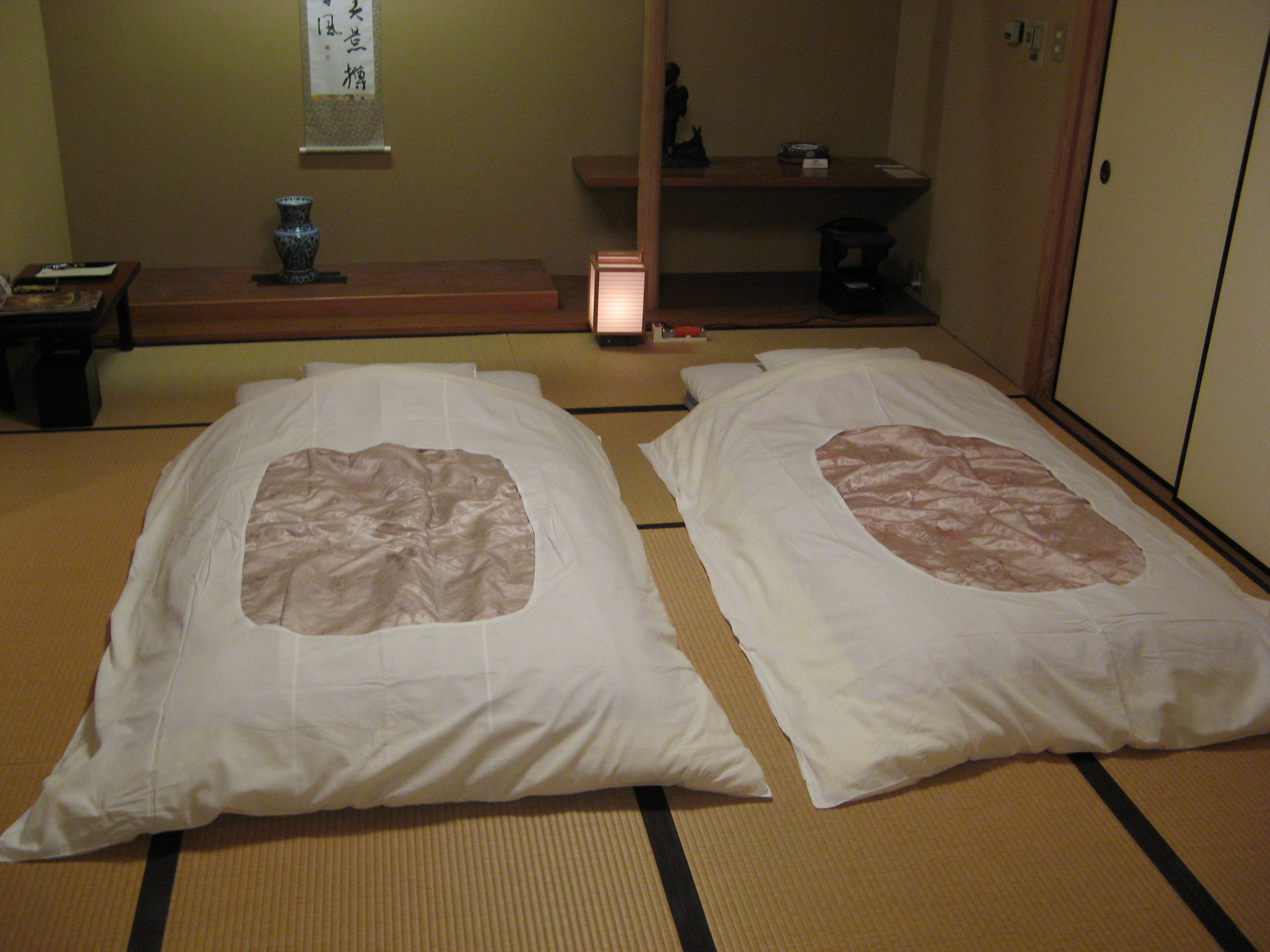
Futons für die Nachtruhe

Die Zimmer sind traditionell japanisch gestaltet: Die Böden sind mit Tatami-Matten ausgelegt, die Schiebetüren (Shōji) mit Washi bespannt und im Zimmer ist ein kleiner, leicht erhöhter Bereich, der Tokonoma (床の間) genannt wird und in dem ein Blumengesteck stehen oder eine Kalligraphie hängen kann. Häufig gibt es auch eine Veranda, die mit Schiebetüren vom Zimmer abgetrennt werden kann und die oft nach außen verglast ist.
In einem Ryokan gibt es normalerweise ein großzügiges Gemeinschaftsbad (Onsen oder Sentō) und Aufenthaltsräume, die von allen Gästen genutzt werden können. Die Schuhe werden am Hoteleingang oder spätestens am Zimmereingang ausgezogen, wobei meist ein Angestellter diese entgegennimmt und später wieder aushändigt. Im Ryokan werden die vom Hotel bereitgestellten Hausschuhe getragen. Der bereitgestellte Yukata kann nicht nur im Hotel, sondern auch außerhalb getragen werden. 
Wenn man ein Zimmer in einem Ryokan bezieht, steht im Raum normalerweise lediglich ein etwa 30 cm hoher Tisch, auf dem zum Empfang meist grüner Tee und für die Region typisches Gebäck oder eine entsprechende Süßigkeit bereitstehen. Auch das Abendessen und das Frühstück wird oft hier serviert, in einigen Fällen jedoch auch im hauseigenen Restaurant oder Speisezimmer. Die Mahlzeiten sind traditionell japanisch und normalerweise sehr üppig, dementsprechend aber auch oft sehr teuer.
Nach dem Essen wird der Tisch von Bediensteten in einen Nebenraum oder eine Ecke gestellt und die Futons auf den Tatami-Matten als Nachtlager ausgebreitet. Am Morgen werden sie wieder entfernt.

## Geschichte und gesetzliche Bestimmungen
Seit der Edo-Zeit werden qualitativ hochwertige Herbergen Ryokan genannt, der Begriff selbst ist aus der chinesischen Sprache entlehnt.  Im allgemeinen Sprachgebrauch wurde er allerdings erst gegen Mitte des 20. Jahrhunderts üblich.
Das 1948 erlassene japanische Herbergsgesetz (旅館業法 Ryokan gyōhō) teilt Beherbergungsbetriebe in westlich eingerichtete Hotels, japanisch eingerichtete Ryokans, einfache Beherbergungsbetriebe und andere Unterkünfte ein, wobei viele Ryokans auch das Wort Hotel im Namen führen. Ryokan ist aufgrund desselben Gesetzes auch der Oberbegriff für alle Arten von Beherbergungsbetrieben in Japan.
1995 gab es in Japan 72.600 Ryokans und 7.174 Hotels, wobei die Hotels durchschnittlich 75 Zimmer aufwiesen, die Ryokans jedoch nur 14. Gegenwärtig sinkt die Zahl der Ryokans, während die der Hotels steigt. In vielen Fällen ist es für alternde Eigentümer von Ryokans, die normalerweise als Familienbetrieb geführt werden, heute schwierig, Nachfolger zu finden.
Ein sehr bekanntes Ryokan und gleichzeitig eines der exklusivsten Hotels der Welt ist das seit 300 Jahren und 12 Generationen traditionell betriebene Tawaraya-Ryokan in Kyōto. Es hat 18 Zimmer, in denen eine Übernachtung umgerechnet etwa 800 Euro kostet. Hier übernachteten bereits berühmte Personen wie Jean-Paul Sartre und Simone de Beauvoir, Karl Gustav und Silvia von Schweden, Leonard Bernstein, Marlon Brando oder Barbra Streisand. Die ältesten Ryokan sind das 705 gegründete Nishiyama Onsen Keiunkan in Hayakawa und das 718 gegründete Hōshi in Awazu-Onsen, Komatsu (Ishikawa).